# World Championship Snooker 2003
Ne doit pas être confondu avec Championnat du monde de snooker 2003.
World Championship Snooker 2003 est un jeu vidéo de snooker développé par Blade Interactive et édité par Codemasters, sorti en 2003 sur Windows, PlayStation 2 et Xbox.